# شهرستان دهاقان
شهرستان دهاقان یکی از شهرستان‌های استان اصفهان به مرکزیت شهر [[دهاقان|دهاقان  است. 

## موقعیت جغرافیایی
شهرستان دهاقان به‌لحاظ موقعیت ریاضی در ۳۱ درجه و ۴۶ دقیقه تا ۳۲ درجه و ۱۷ دقیقه عرض جغرافیایی، و ۵۱ درجه و ۲۴ دقیقه تا ۵۱ درجه و ۴۷ دقیقه طول جغرافیایی واقع است. به‌لحاظ موقعیت نسبی، شهرستان دهاقان در جنوب غربی استان اصفهان قرار گرفته و از شمال به شهرستان مبارکه، از جنوب به شهرستان سمیرم، از شرق به شهرستان شهرضا و از غرب به شهرستان بروجن (استان چهارمحال و بختیاری) محدود شده و در میانه محور بروجن-شهرضا واقع شده‌است.

## تقسیمات کشوری
شهرستان دهاقان دارای ۱ بخش، ۳ دهستان و ۲ شهر به شرح زیر است:

### شهرستان دهاقان
| بخش   | مرکز بخش | جمعیت بخش ۱۳۹۵ | نام دهستان | مرکز دهستان | جمعیت دهستان ۱۳۹۵ | شهر         | جمعیت شهر ۱۳۹۵       |
| ----- | -------- | -------------- | ---------- | ----------- | ----------------- | ----------- | -------------------- |
| مرکزی | دهاقان   | ۳۴٬۵۱۱ نفر     | موسی‌آباد   | گلشن        | ۱٬۰۷۳ نفر         | دهاقان گلشن | ۱۷٬۹۴۵ نفر ۵٬۴۳۷ نفر |
| مرکزی | دهاقان   | ۳۴٬۵۱۱ نفر     | قمبوان     | قمبوان      | ۵٬۸۰۶ نفر         | دهاقان گلشن | ۱۷٬۹۴۵ نفر ۵٬۴۳۷ نفر |
| مرکزی | دهاقان   | ۳۴٬۵۱۱ نفر     | همگین      | همگین       | ۴٬۲۵۰ نفر         | دهاقان گلشن | ۱۷٬۹۴۵ نفر ۵٬۴۳۷ نفر |

## تاریخچه تقسیمات کشوری
بر اساس آخرین تقسیمات کشوری در سال ۱۳۹۵، این شهرستان دارای ۲ مرکز شهری (دهاقان و گلشن)، یک بخش (مرکزی)، ۳ دهستان (قمبوان، موسی‌آباد و همگین) و ۶۳ آبادی که ۲۳ آبادی دارای سکنه و ۴۰ آبادی خالی از سکنه هستند می‌باشد.
- بخش مرکزی شهرستان دهاقان
  - دهستان قمبوان شامل روستاهای: قهه، پوده، جمبزه، علی‌آباد جمبزه، گنج قباد و قمبوان
  - دهستان موسی‌آباد به مرکزیت شهر گلشن شامل روستاهای محمودآباد، مهدی‌آباد، دولت‌آباد، علی‌آباد گچی، کره، لاریچه، موسی‌آباد
  - دهستان همگین شامل روستاهای: دزج، قمیشلو و همگین

شهرها : دهاقان ، گلشن

### تغییرات در واحدهای سیاسی-اداری
- ۲۵۳۶/۱۰/۰۵ شاهنشاهی (۱۳۵۶ هجری خورشیدی): روستاهای هفت‌مزرعه به اسامی اسماعیل ترخان، سرارود، دهنوی شیخ‌آباد، شاه کوچک، نهچیر، قهنویه و روستای حسن‌آباد بیدکان از بخش سمیرم سفلی (شهرستان شهرضا) جدا شده و به بخش مبارکه ملحق گردید.[۶]
- ۱۳۶۹/۰۷/۰۶: بخش سمیرم سفلی به عنوان بخش جدیدی از شهرستان شهرضا به مرکزیت شهر دهاقان که شامل دهستانهای قمبوان، همگین، موسی‌آباد، کهرویه و طالخونچه شکل گرفت.[۷]
- ۱۳۸۲/۰۵/۲۰: دهستان کهرویه از بخش سمیرم سفلی شهرستان شهرضا منتزع و به بخش مرکزی همان شهرستان ملحق شده؛ شهرستان سمیرم سفلی به مرکزیت شهر دهاقان از ترکیب بخشهای مرکزی به مرکزیت شهر دهاقان و بخش وردشت به مرکزیت روستای فتح‌آباد در تابعیت استان اصفهان ایجاد و تأسیس گشت[۸] که به موج اعتراضات و درگیری‌هایی منجر و در نهایت هیئت عمومی دیوان عدالت اداری کشور به ریاست دری نجف‌آبادی در تاریخ ۱۳۸۲/۰۶/۰۲ تصویب‌نامه کمیسیون سیاسی-دفاعی هیئت دولت در خصوص انضمام وردشت به شهرستان سمیرم سفلی را ابطال کرد[۹] و دهستان وردشت به شهرستان سمیرم واسپاری شد. هر چند اکنون با شهرستانهای شهرضا و دهاقان در یک حوزهٔ انتخابیه برای مجلس شورای اسلامی قرار دارد.
- ۱۳۸۷/۰۷/۲۱: نام شهرستان سمیرم سفلی از توابع استان اصفهان به شهرستان دهاقان تغییر می‌یابد.[۱۰][۱۱]
- ۱۳۸۹/۸/۱۱: روستای موسی‌آباد مرکز دهستان موسی‌آباد ضمن تجمیع با روستاهای دولت‌آباد و مهدی‌آباد به شهر تبدیل و به عنوان شهر گلشن شناخته شد.[۱۲]

## جمعیت
جمعیت شهرستان طبق سرشماری سال ۱۳۹۰ حدود ۳۵۰۰۰ نفر، که ۲۱۰۰۰ نفر شهری، ۱۴۰۰۰ نفر روستایی و عشایر بومی از قوم قشقایی می‌باشد. طبق سرشماری جمعیت سال ۱۳۹۵، جمعیت شهرستان دهاقان ۳۴۵۱۱ نفر بوده و معادل ۰/۶۷ درصد از جمعیت استان است و از این نظر بیستمین شهرستان استان می‌باشد. زنان تعداد ۱۷۵۷۱ نفر و مردان تعداد ۱۶۹۴۰ نفر از جمعیت کل شهرستان را تشکیل می‌دهند که در قالب تعداد ۱۱۱۱۸ خانوار توزیع پیدا کرده‌اند. جمعیت شهری شهرستان به تعداد ۲۲۸۵۲ نفر (۰/۶۸ درصد جمعیت شهری استان) و جمعیت روستایی آن به تعداد ۱۰۷۷۱ نفر (۳۲/۰ درصد جمعیت روستایی استان) می‌باشد. این شهرستان در سال ۱۳۹۸، ۴۱۸ متولد ثبت شده داشته‌است (۲۹۷ نفر از متولدین مربوط به نقاط شهری بوده‌اند) که از این تعداد ۲۱۸ نوزاد با جنسیت مذکر و تعداد ۲۰۰ نوزاد با جنسیت مؤنث بوده‌است. همچنین در این سال ۲۳۷ مورد فوتی به ثبت رسیده‌است. با توجه به نتایج سرشماری عمومی نفوس و مسکن در سال‌های ۱۳۸۵، ۱۳۹۰ و ۱۳۹۵ جمعیت شهرستان با متوسط نرخ رشد سالانه ۱/۳۷ از ۳۵۱۸۴ نفر در سال ۱۳۸۵ به ۳۴۸۴۴ نفر در سال ۱۳۹۰ و با متوسط نرخ رشد سالانه ۰/۱۹- در سال ۱۳۹۵ به ۳۴۵۱۱ نفر کاهش یافته‌است. طی دوره ۱۳۹۵–۱۳۹۰ شهرستان دهاقان جزء کمترینهای نرخ رشد سالانه جمعیت در استان است.

## مساحت و تراکم
براساس آخرین تقسیمات کشوری در سال ۱۳۹۵، شهرستان دهاقان با وسعت حدود ۱۴۲۶ کیلومترمربع، ۱/۳۳ درصد از مساحت استان را شامل می‌شود و از نظر وسعت شانزدهمین شهرستان استان اصفهان است. براساس آمارهای موجود میزان تراکم جمعیت شهرستان در سال ۱۳۸۵ برابر با ۲۵ نفر در هرکیلومتر مربع بوده‌است که این رقم در سال ۱۳۹۰ به ۲۴ و در سال ۱۳۹۵ نیز به ۲۴ نفر رسیده‌است که طی این دوره همواره از نرخ تراکم جمعیت استان در سالهای ۱۳۸5 (43)، ۱۳۹0 (46) و ۱۳۹5 (48) کمتر می‌باشد. از نظر میزان تراکم جمعیت، شهرستان دهاقان در سال ۱۳۹۵ رتبه هفدهم را در استان در اختیار داشته‌است.

### اراضی و کاربری‌ها
این شهرستان دارای ۱۲۰۰۰۰ هکتار اراضی ملی و غالباً ییلاقی بوده و همچنین دارای ۲۰۰۰۰ هکتار سطح اراضی قابل کشت می‌باشد. مساحت جنگل‌های دست‌کاشت شهرستان در سال ۱۳۹۸، ۵۹۰ هکتار (۰/۱۷ درصد استان) و مساحت فضاهای سبز آن ۹۶۱ هکتار (۳/۳۷ درصد استان) بوده‌است. ۲۰۶/۶۳ کیلومتر مربع از سطح شهرستان دارای پوشش گیاهی متوسط تا نسبتاً خوب است که تیپ‌های غالب آن Astragalus-Cousinia, Astragalus-Scariola, Astragalus - Daphnae و Bromus tomentosa - Artemisia می‌باشد. ۴۴۰/۴۵ کیلومتر مربع از مرتع شهرستان، پوشش گیاهی فقیر و ۳۸۹/۰۸ کیلومتر مربع آن پوشش گیاهی بسیارفقیر دارد که تیپ‌های غالب آن Scariola-Euphorbia, Stachys-Euphorbia و Gundelia-Cousnia است و بیشتر نیمهٔ شرقی شهرستان را در برمی‌گیرد. به لحاظ ترسیب کربن آلی خاک نیز به‌طور کلی این منطقه در رده ضعیف و نسبتاً خوب قرار می‌گیرد.
حدّ نصاب فنی و اقتصادی اراضی كشاورزی به تشخیص وزارت جهاد کشاورزی در این شهرستان برای کاربری زراعی آبی ۵ هکتار، زراعی دیم ۱۵ هکتار، باغی و نهالستان آبی 2/5 هکتار و دیم آن ۱۰ هکتار است.

#### مراتع
منابع طبیعی شهرستان دهاقان ۱۲۰ هزار هکتار بوده که هر ساله در اردیبهشت‌ماه، دامداران به ویژه عشایر برای چرای دام‌های خود به این مناطق روی می‌آورند. در شهرستان دهاقان ۶۴۰ دامدار به صورت ییلاقی و قشلاقی در دو فصل بهار و زمستان از این مراتع استفاده می کنند. با توجه به این که شهرستان دهاقان در مجاورت سمیرم قرار دارد و عشایر بسیاری در سمیرم به سر می برند تقاضا برای استفاده از مراتع دهاقان برای چرای دام بسیار است.

#### خاک
در وبسایت SoilGrids، بر اساس ‏‫مبنای مرجع جهانی برای منابع خاک، عمدهٔ خاکهای واقع در این منطقه و حتی اطراف در گروه کلسی‌سول قرار می‌گیرند و ارتفاعات دارای خاک گروه ارنوسول می‌باشند.

## قومیت و زبان
مردم شهرستان عمدتاً ترک قشقایی هستند.و عمده مهاجرین در شهرستان فارس زبان و لرزبان می‌باشند.

## زمین‌شناسی

### آب
زیرحوضهٔ لنجانات که بخشی از حوضهٔ آبریز رودخانهٔ زاینده‌رود می‌باشد از چند آبخوان آبرفتی تشکیل شده که بزرگ‌ترین آبخوان آبرفتی آن به وسعت ۱۱۸۹ کیلومتر مربع در محدودهٔ شهرستان دهاقان قرار دارد. شهرستان دهاقان دارای چهار حوزهٔ آبخیز همگین، قمیشلو، آستانه و قمبوان (رودخانه فصلی شور دهاقان) بوده که حوزه آبخیز آستانه به عنوان حوزه نمونه استانی مورد توجه کارشناسان مربوطه می‌باشد. در اطلس سیمای حوزه‌های آبخیز کشور، تمامی مناطق شهرستان به جز گوشه جنوب شرقی، در ردۀ شدت سیل‌خیزی متوسط قرار دارد. بخش‌هایی از روستاهای شمال شهرستان نیز در زمره پهنه خفیف از پهنه‌بندی خطر سیل است.

### تکتونیک
گسل فعال دهاقان با سرعت حدود 4 میلیمتر درسال، در حال حرکت می‌باشد. گسل معکوس دهاقان با امتداد شمال غرب-جنوب شرق و شیب به سمت جنوب باختر دارای مؤلفه حرکت راست‌بر است.

### معدن
شهرستان دهاقان دارای ۱۳ معدن ثبتی است که ۱۱ واحد آن از نوع «مصالح ساختمانی» با مادهٔ معدنی «سنگ آهک لاشه» می‌باشد که به جز یک واحد آن که با ظرفیت استخراج سالیانهٔ ۶۰۰۰۰ تن از ۱۱۰۰۰۰۰ تن میزان ذخیرهٔ قطعی به تهیهٔ شن می‌پردازد ده واحد بهره‌برداری دیگر مجموعاً برایشان ۲۲۸۶۸۰۰۰/۶۶ تن ذخیرهٔ قطعی تخمین زده شده و در نظر گرفته شده که مجازند سالانه ۷۴۵۰۰۰ تن آنرا به استخراج برسانند. همچنین دو واحد بهره‌برداری معدنی دیگر از نوع «کانی غیرفلزی» با مواد معدنی استخراجی «دولومیت» و «شیل» در این شهرستان وجود دارند که به ترتیب ۲۰۰۰۰۰۰ و ۳۰۰۰۰۰۰ تن ذخیرهٔ قطعی برای آنها برآورد گشته و نیز به ترتیب ۶۰۰۰۰ تن و ۱۰۰۰۰۰ تن ظرفیت استخراج سالانه دارند..

## صنعت
صنعت دهاقان عمدتاً گلخانه‌داری است. محصولات گلخانه‌ای دهاقان برند شده است و به لحاظ ظرفیت بالای تولید محصولات گلخانه‌ای شهرستان دهاقان در مرز ارس سکوی صادراتی دارد که روزانه بالغ بر 50 تا 60 کانتینر یخچالدار محصولات گلخانه‌ای به کشورهای روسیه آذربایجان و ترکمنستان و ترکیه صادر می‌شود و برای جلوگیری از معطلی در مرز، سکوی گمرک در دهاقان مستقر شده است.

## توسعه
این شهرستان به لحاظ سطح‌بندی توسعه‌ی شهرستان‌های استان اصفهان، محروم یا کمتر برخوردار و با پایین‌ترین سطح از سرمایه‌ی اجتماعی تشخیص داده شده بود. در سال 1388 طرح توسعه و عمران ناحیه جنوب استان اصفهان شامل شهرستان‌های شهرضا، دهاقان و مبارکه بررسی و به تصویب رسید ولی اجرایی نشد. اکنون، در پیش‌نویس سند راهبردی و اجرایی آمایش استان اصفهان مصوب کمیته تخصصی شورای عالی آمایش، وظایف تخصصی «ارائه‌ی خدمات آموزشی عالی دوره‌های کاردانی، کارشناسی و تحصیلات تکمیلی» در سطح منطقه‌ای و «صنایع تبدیلی، غذایی و آشامیدنی (تکمیل زنجیره تولید محصولات کشاورزی)» و «فعالیت‌های معدنی شامل استخراج و استحصال کانی‌های غیرفلزی»، «تولید سیب درختی» در سطح ملی و «تولید محصولات گلخانه (گل‌های شاخه‌بریده، گلدانی و فصلی، سبزی و صیفی، قارچ و نشاء)» در سطح بین‌المللی برای شهرستان دهاقان که در منطقه‌ی چهار برنامه‌ریزی استان قرار دارد در نظر گرفته شده است. همچنین در این سند، این شهرستان تنها قلمروی دارای اولویت توسعه و استقرار صنایع تجهیزات گلخانه و از قلمروهای اولویت‌دار برای توسعه و استقرار صنایع فرآوری و تولید قطعات نسوز، گردشگری طبیعی (کوهستان) و گردشگری فرهنگی (مردم‌نگارانه و رویدادمحور) تشخیص داده شده است.
متأسفانه در بحث گردشگری این شهرستان با توجه به ظرفیت‌های بالایی که دارد غیرفنی کار شده و بحث گردشگری شهر نادیده گرفته شده است و هیچ هتلی برای اسکان مسافران ندارد، در صورتی که سرمایه‌گذاری در این بخش می‌تواند زودبازده و سودآور باشد.

## دشت لاله‌های واژگون
دشت لاله‌های واژگون دهاقان که میزبان گونه‌های نارنجی، زرد و قرمز و در برخی مناطق مشکی است در ۲۵ کیلومتری شهر دهاقان و در منطقه گردشگری تفریحی آستانه قرار دارد. رویش و شکفتن لاله‌های واژگونه که به گل سر به زیر، لاله سرنگون، اشک مریم و اشک سیاوش نیز معروف است تا اواخر اردیبهشت ادامه دارد. منطقه گردشگری-تفریحی آستانه یکی از مناطق انگشت‌شماری است که دارای لاله‌های واژگون زردرنگ است.، این در حالی است که نوع قرمز و نارنجی‌رنگ این نوع لاله در بسیاری از مناطق رشد می‌کند، اما نوع زردرنگ آن متفاوت‌تر و کمیاب‌تر از بقیه گونه‌های آن است که در دهاقان رشد می‌کند.